# ELEAGUE Major 2017
ELEAGUE Major 2017 byl turnajem ve hře Counter-Strike: Global Offensive. Jednalo se o 10. turnaj nejvyšší kategorie CS:GO Major. Týmy si celkem odnesly částku 1 milion dolarů.
Odehrával se 23. - 29. ledna 2017 v americké Atlantě. Poprvé zvítězil dánský tým Astralis, který ve finále porazil polský Virtus.pro 2:1.

## Týmy

### Výběr
- Legendy – 8 nejlepších týmů posledního Majoru (ESL One: Cologne 2016).
- Vyzyvatelé – 8 nejlepších týmů kvalifikace[2].

### Soupisky
| LEGENDY | LEGENDY | LEGENDY | LEGENDY |
| SK Gaming | Team Liquid | Virtus.pro | fnatic |
| --- | --- | --- | --- |
| Gabriel "FalleN" Toledo Fernando "fer" Alvarenga Marcelo "coldzera" David Epitácio "TACO" de Melo Ricardo "fox" Pacheco      | Nicholas "nitr0" Cannella Jonathan "EliGE" Jablonowski Spencer "Hiko" Martin Joshua "jdm64" Marzano Jacob "Pimp" Winneche            | Wiktor "TaZ" Wojtas Filip "NEO" Kubski Jarosław "pashaBiceps" Jarząbkowski Janusz "Snax" Pogorzelski Paweł "byali" Bieliński  | Olof "olofmeister" Kajbjer Dennis "dennis" Edman Simon "twist" Eliasson Freddy "KRiMZ" Johansson Joakim "disco doplan" Gidetun |
| Astralis | FlipSid3 Tactics | Natus Vincere | Gambit Esports |
| Nicolai "dev1ce" Reedtz Peter "dupreeh" Rothmann Andreas "Xyp9x" Højsleth Markus "Kjaerbye" Kjærbye Lukas "gla1ve" Rossander | Andrey "B1ad3" Gorodenskiy Yegor "markeloff" Markelov Georgi "WorldEdit" Yaskin Jan "wayLander" Rahkonen Denis "electronic" Sharipov | Denis "seized" Kostin Ioann "Edward" Sukhariev Ladislav "GuardiaN" Kovács Egor "flamie" Vasilyev Oleksandr "s1mple" Kostyliev | Mikhail "Dosia" Stolyarov Dauren "AdreN" Kystaubayev Rustem "mou" Telepov Daniil "Zeus" Teslenko Abay "HObitt" Khasenov        |
| VYZYVATELÉ | | | |
| GODSENT | FaZe Clan | North | mousesports |
| Markus "pronax" Wallsten Andreas "znajder" Lindberg Robin "flusha" Rönnquist Jesper "JW" Wecksell Jonas "Lekr0" Olofsson     | Håvard "rain" Nygaard Philip "aizy" Aistrup Aleksi "allu" Jalli Finn "karrigan" Andersen Fabien "kioShiMa" Fiey                      | Mathias "MSL" Lauridsen Kristian "k0nfig" Wienecke Ruben "RUBINO" Villarroel René "cajunb" Borg Emil "Magisk" Reif            | Chris "chrisJ" de Jong Nikola "NiKo" Kovač Denis "denis" Howell Timo "Spiidi" Richter Christian "loWel" Antoran                |
| OpTic Gaming | Team EnVyUs | G2 Esports | HellRaisers |
| Keith "NAF" Markovic William "RUSH" Wierzba Óscar "mixwell" Cañellas Tarik "tarik" Celik Peter "stanislaw" Jarguz            | Vincent "Happy" Schopenhauer Nathan "NBK-" Schmitt Kenny "kennyS" Schrub Dan "apEX" Madesclaire Christophe "SIXER Xia                | Richard "shox" Papillon Cédric "RpK" Guipouy Edouard "SmithZz" Dubourdeaux Adil "Scream" Benrlitom Alexandre "bodyy" Pianaro  | Kirill "ANGE1" Karasiow Martin "STYKO" Styk Patrik "Zero" Žúdel Vladyslav "Bondik" Nechyporchuk Bence "DeadFox" Böröcz         |

## Základní skupina
| #   | Tým              | V/P | Skóre | Rozdíl | 1. kolo          | 2. kolo          | 3. kolo          | 4. kolo        | 5. kolo     |
| --- | ---------------- | --- | ----- | ------ | ---------------- | ---------------- | ---------------- | -------------- | ----------- |
| 1.  | Natus Vincere    | 3/0 | 48:12 | +36    | mousesports      | Team EnVyUs      | SK Gaming        |                |             |
| 2.  | Virtus.pro       | 3/0 | 48:37 | +11    | OpTic Gaming     | G2 Esports       | Gambit Esports   |                |             |
| 3.  | Gambit Esports   | 3/1 | 58:47 | +11    | North            | GODSENT          | Virtus.pro       | FaZe Clan      |             |
| 4.  | Fnatic           | 3/1 | 58:51 | +7     | G2 Esports       | North            | mousesports      | Team EnVyUs    |             |
| 5.  | SK Gaming        | 3/1 | 57:57 | 0      | HellRaisers      | FaZe Clan        | Natus Vincere    | Astralis       |             |
| 6.  | Astralis         | 3/2 | 71:55 | +16    | GODSENT          | OpTic Gaming     | G2 Esports       | SK Gaming      | Team Liquid |
| 7.  | FaZe Clan        | 3/2 | 85:73 | +12    | FlipSid3 Tactics | SK Gaming        | Team Liquid      | Gambit Esports | Team EnVyUs |
| 8.  | North            | 3/2 | 75:73 | +2     | Gambit Esports   | Fnatic           | HellRaisers      | G2 Esports     | GODSENT     |
| 9.  | Team EnVyUs      | 2/3 | 69:72 | -3     | Team Liquid      | Natus Vincere    | GODSENT          | Fnatic         | FaZe Clan   |
| 10. | GODSENT          | 2/3 | 61:65 | -4     | Astralis         | Gambit Esports   | Team EnVyUs      | OpTic Gaming   | North       |
| 11. | Team Liquid      | 2/3 | 74:81 | -7     | Team EnVyUs      | FlipSid3 Tactics | FaZe Clan        | mousesports    | Astralis    |
| 12. | OpTic Gaming     | 1/3 | 49:61 | -12    | Virtus.pro       | Astralis         | FlipSid3 Tactics | GODSENT        |             |
| 13. | G2 Esports       | 1/3 | 44:58 | -14    | Fnatic           | Virtus.pro       | Astralis         | North          |             |
| 14. | mousesports      | 1/3 | 34:55 | -21    | Natus Vincere    | HellRaisers      | Fnatic           | Team Liquid    |             |
| 15. | FlipSid3 Tactics | 0/3 | 36:48 | -12    | FaZe Clan        | Team Liquid      | OpTic Gaming     |                |             |
| 16. | HellRaisers      | 0/3 | 29:51 | -22    | SK Gaming        | mousesports      | Team Liquid      |                |             |

## Play-off
|  | Čtvrtfinále    | Čtvrtfinále |            |   | Semifinále | Semifinále |  |  | Finále | Finále |
|  | 0              |             |            |   |            |            |  |  |        |        |
|  |                |             |            |   |            |            |  |  |        |        |
|  | Natus Vincere  | 1           |            |   |            |            |  |  |        |        |
|  | Natus Vincere  | 1           |            |   |            |            |  |  |        |        |
|  | Astralis       | 2           |            |   |            |            |  |  |        |        |
|  | Astralis       | 2           | Astralis   | 2 |            |            |  |  |        |        |
|  |                |             | Astralis   | 2 |            |            |  |  |        |        |
|  |                | Fnatic      | 0          |   |            |            |  |  |        |        |
|  | Fnatic         | Fnatic      | 0          | 2 |            |            |  |  |        |        |
|  | Fnatic         |             |            | 2 |            |            |  |  |        |        |
|  | Gambit Esports | 1           |            |   |            |            |  |  |        |        |
|  | Gambit Esports | 1           | Astralis   | 2 |            |            |  |  |        |        |
|  |                |             | Astralis   | 2 |            |            |  |  |        |        |
|  |                | Virtus.pro  | 1          |   |            |            |  |  |        |        |
|  | Virtus.pro     | Virtus.pro  | 1          | 2 |            |            |  |  |        |        |
|  | Virtus.pro     |             |            | 2 |            |            |  |  |        |        |
|  | North          | 1           |            |   |            |            |  |  |        |        |
|  | North          | 1           | Virtus.pro | 2 |            |            |  |  |        |        |
|  |                |             | Virtus.pro | 2 |            |            |  |  |        |        |
|  |                | SK Gaming   | 0          |   |            |            |  |  |        |        |
|  | FaZe Clan      | SK Gaming   | 0          | 1 |            |            |  |  |        |        |
|  | FaZe Clan      |             |            | 1 |            |            |  |  |        |        |
|  | SK Gaming      | 2           |            |   |            |            |  |  |        |        |
|  | SK Gaming      | 2           |            |   |            |            |  |  |        |        |

## Konečná tabulka
| #       | Tým              | Výhra    | Výhra v CZK   |
| ------- | ---------------- | -------- | ------------- |
| 1.      | Astralis         | $500.000 | 12 650 000 Kč |
| 2.      | Virtus.pro       | $100.000 | 2 350 000 Kč  |
| 3.-4.   | Fnatic           | $70.000  | 1 645 000 Kč  |
| 3.-4.   | SK Gaming        | $70.000  | 1 645 000 Kč  |
| 5.-8.   | Natus Vincere    | $35.000  | 822 500 Kč    |
| 5.-8.   | Gambit Esports   | $35.000  | 822 500 Kč    |
| 5.-8.   | North            | $35.000  | 822 500 Kč    |
| 5.-8.   | FaZe Clan        | $35.000  | 822 500 Kč    |
| 9.-11.  | Team EnVyUs      | $8.750   | 205 625 Kč    |
| 9.-11.  | GODSENT          | $8.750   | 205 625 Kč    |
| 9.-11.  | Team Liquid      | $8.750   | 205 625 Kč    |
| 12.-14. | OpTic Gaming     | $8.750   | 205 625 Kč    |
| 12.-14. | G2 Esports       | $8.750   | 205 625 Kč    |
| 12.-14. | mousesports      | $8.750   | 205 625 Kč    |
| 15.-16. | FlipSid3 Tactics | $8.750   | 205 625 Kč    |
| 15.-16. | HellRaisers      | $8.750   | 205 625 Kč    |